# 田中友香理
田中 友香理（たなか ゆかり、1977年2月20日 - ）は、山陰地方を拠点に活動している日本のフリーアナウンサー。

## 来歴
大阪府大阪市出身、鳥取県米子市在住。大阪成蹊女子高等学校、近畿大学商経学部卒業。
23歳のときに放送業界での活動を開始。大阪テレビタレントビューロー (TTB) に所属し、近畿地方のイベントとテレビ番組・ラジオ番組を中心に活動した。読売テレビ (ytv) では提供クレジットや天気予報などのアナウンス業務に携わり、FM大阪 (fmo) では単発特別番組に出演した。
その後、2006年に山陰放送 (BSS) の契約アナウンサーになる。当初は1年契約であったが、そのまま契約を更新。そして契約3年目の2009年1月8日に同局社員の石川博康と結婚。派遣勤務開始とともに住み始めた米子市に定住し、3児の母になる。
2023年、米子ふるさと観光大使に任命される。

## 担当番組
現在出演中の番組については、☆で表記。

### テレビ番組
- ズームイン!!サタデー（読売テレビ）[9]
- テレポート山陰（山陰放送、2007年4月 - 2008年4月） - 火曜・木曜担当
- 夢住宅2011（中海テレビ） - MC、リポーター[9]
- まいどっ♪（山陰放送、2015年10月 - 2019年9月） - リポーター[8]
- パルディア（中海テレビ）[12]
- Bang!+（山陰放送）☆

### ラジオ番組
- 土曜亭らじおDON!（BSSラジオ、2006年4月 - 2009年10月）
- 音楽の風車（BSSラジオ）
- しんじないと倶楽部（BSSラジオ）
- サタナビ!（BSSラジオ）
- あもーれ!マッタリーノ（RSKラジオ、2020年9月 - 2022年3月） - 月曜担当
- 午後はドキドキ!（BSSラジオ） - 月曜・水曜担当
- ラフリー!（BSSラジオ）☆
- ポッドWAVE～石川家のフフラジ～（BSSラジオ）☆

## 執筆

### フリーペーパー
- あげそげ（有限会社エスプランニング） - コラム執筆